# Grigol de Kakhètia
Grigol de Kakhètia (en georgià: გრიგოლი) fou un príncep de Kakhètia de 787 a 827.

## Biografia
Grigol o Gregori era un simple eristavi de Kakhètia. Va aprofitar a profit la debilitació de la influència que exercien els cosròides sobre Ibèria en el temps del príncep Juansxer de Kakhètia que havia de fer front a les invasions dels khàzars i a la consolidació del poder de Lleó II d'Abkhàzia, país que ara era independent, per usurpar l'autoritat sobre la Kakhètia i Gardahan l'any 787.
No obstant no es va atrevir a agafar el títol de príncep o rei i es va proclamar « Korikoz » o « Corbisbe ».
Després de la mort de Juansxer, va haver de fer front al príncep bagràtida Asoci I d'Ibèria. Malgrat la seva aliança amb l'emir musulmà de Tiflis, Grigol fou vençut i no va poder conservar més que el territori del congost del riu Ksan en l'actual Xida Kartli.
Grigol va morir el 827 després d'un regnat que la Crònica georgiana límita a 37 anys, i els gardabanians van elegir per reemplaçar-lo a Vatxe de Kakhètia o Vatxe Kvabulidze.